# Cryptotis tamensis
Cryptotis tamensis là một loài động vật có vú trong họ Chuột chù, bộ Soricomorpha. Loài này được Woodman mô tả năm 2002.